# Gaston Marquiset
Gaston Marquiset, né le 4 novembre 1826 à Saint-Loup-sur-Semouse et mort le 19 juillet 1889 à Paris 7e, est un artiste-peintre et homme politique français.

## Biographie
Il est le fils du sous-préfet et écrivain Armand Marquiset.
Magistrat, sous l’Empire, il est substitut à Gray. Rallié à la République, il échoue aux élections de 1871 et de 1876. Une nouvelle fois candidat en 1877, il est battu, mais l'élection ayant été invalidée, il est élu député de la Haute-Saône lors de l'élection partielle en 1878. Il siège à la Gauche républicaine jusqu'à sa mort en 1889.

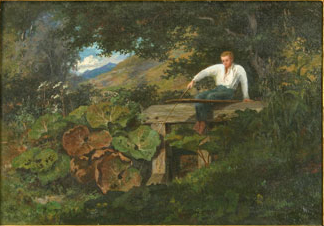
Le pêcheur, de Gaston Marquiset.

Durant la guerre de 1870, il fut lieutenant dans le corps franc des Vosges.
Il était aussi l'élève et ami du peintre Jean Gigoux, et l'ami de Jean-Jacques Henner, qu'il accompagne lors d'un voyage en Italie en 1888.
Sa sœur Armandine Marquiset fut l'épouse du député puis sénateur du Doubs Alexis Monnot-Arbilleur.
En pleine visite de l’Exposition de peinture l'Exposition universelle à Paris au Champ-de-Mars, accompagné de Jean Gigoux, il meurt, frappé d’apoplexie. Après le service, célébré à l’église Saint-Philippe-du-Roule, le corps a été dirigé sur la gare de l'Est pour être de là transporté à Fontaine-lès-Luxeuil, où a eu lieu l’inhumation.

## Sources
- « Gaston Marquiset », dans Adolphe Robert et Gaston Cougny, Dictionnaire des parlementaires français, Edgar Bourloton, 1889-1891 [détail de l’édition]